# Errett Bishop
Errett Bishop   (Newton, 14 de juliol de 1928 - San Diego, 14 d'abril de 1983) va ser un matemàtic estatunidenc.

## Vida i Obra
El seu pare, ex-militar de la Primera Guerra Mundial, era professor de matemàtiques de la universitat de Wichita i va morir quan ell tenia quatre anys, però li va deixar la seva biblioteca de llibres matemàtics que van ser la seva font d'inspiració, així com la de la seva germana, Mary, també matemàtica, coneguda pel seu cognom de casada, Weiss. El 1944, amb només setze anys, va obtenir l'ingrés a la universitat de Chicago en un programa especial de joves talents. Va obtenir el màster el 1949 amb vints anys d'edat.
De 1950 a 1952 va treballar per l'exèrcit fent treballs de recerca matemàtica a l'Oficina Nacional d'Estàndards. El 1954 va ser nomenat professor de la universitat de Califòrnia a Berkeley i el 1955 va obtenir el doctorat a Chicago amb una tesi dirigida per Paul Halmos. A mitjans dels anys 1960's, angoixat pels avalots constants al campus de Berkeley i per la mort de la seva germana (probablement suicidada), va arreglar-s'ho per a que el traslladessin a la universitat de Califòrnia a San Diego, on va romandre fins a la seva mort el 1983.
Bishop va ser un matemàtic brillant que va fer nombroses aportacions en diferents camps de l'anàlisi matemàtica: aproximació polinomial, àlgebres uniformes, teoria d'operadors i funcions de varies variables complexes. Coincident aproximadament amb el seu canvi a San Diego, es va començar a interesar pels fonaments de les matemàtiques. i va començar a desenvolupar una teoria constructivista, filla directa del intuïcionisme de Brouwer com una reacció contra els presumptes abusos comesos per la matemàtica clàssica (formalista). A partir d'aquesta època van aparèixer les seves obres més polèmiques: Foundations of Constructive Analysis (1967), The Crisis in Contemporary Mathematics (1975) o les conferències de 1973 amb el títol de The Schizophrenia in Contemporary Mathematics en les que denunciava l'abisme que, segons ell, s'estava establint entre sintàctica i significat i dictava els quatre principis bàsics que han de regir les matemàtiques constructives:
(A) Les matemàtiques són sentit comú;
(B) No et preguntis si una afirmació és certa fins que no en coneguis el seu significat;
(C) Una demostració és qualsevol argument completament convincent;
(D) Les distincions significatives mereixen ser preservades.